# Calcomanías (libro)
Calcomanías es un libro de poemas escrito por Oliverio Girondo. La primera edición, de 1925, la realizó la Editorial Calpe, en España. El libro es el segundo publicado por el autor y, como en Veinte poemas para ser leídos en el tranvía, Girondo continúa contando sus viajes y los lugares que ve con un lenguaje poético, imaginativo e irónico.

## La obra
Calcomanías es un recorrido poético a través de España. El humor, la ironía, las imágenes poéticas, la creatividad del lenguaje, el empleo de palabras de uso común, caracterizan el libro y toda la obra de Girondo. Con influencias del surrealismo y el ultraísmo, los versos rompen los moldes de la poesía tradicional y crean un modo diferente de hacer poesía en Latinoamérica.